# Campionati europei di short track - gara femminile 3000 metri
La gara femminile dei 3000 metri è stata una delle prove disputate durante i campionati europei di short track dal 1997 ad 2001.

## Albo d'oro
| Anno | Oro                | Argento            | Bronzo             |
| ---- | ------------------ | ------------------ | ------------------ |
| 1997 | Marinella Canclini | Ellen Wiegers      | Katia Colturi      |
| 1998 | Marinella Canclini | Debbie Palmer      | Ellen Wiegers      |
| 1999 | Marinella Canclini | Evgenija Radanova  | Danielle Molendijk |
| 2000 | Evgenija Radanova  | Katia Zini         | Evelina Rodigari   |
| 2001 | Evgenija Radanova  | Danielle Molendijk | Stéphanie Bouvier  |

## Medagliere complessivo
Aggiornato al 2024
| Pos.   | Paese       | Oro | Argento | Bronzo | Totale |
| ------ | ----------- | --- | ------- | ------ | ------ |
| 1      | Italia      | 3   | 1       | 2      | 6      |
| 2      | Bulgaria    | 2   | 1       | 0      | 3      |
| 3      | Paesi Bassi | 0   | 2       | 2      | 4      |
| 4      | Regno Unito | 0   | 1       | 0      | 1      |
| 5      | Francia     | 0   | 0       | 1      | 1      |
| Totale | Totale      | 5   | 5       | 5      | 15     |